# Her Name Is Nicole
Her Name Is Nicole —en español: Su nombre es Nicole— iba a ser el primer álbum de estudio de Nicole Scherzinger, exvocalista de las Pussycat Dolls. Su lanzamiento fue retrasado en numerosas ocasiones siendo la última fecha de salida oficial conocida el 29 de enero de 2008, tras está el disco finalmente fue postpuesto indefinidamente y Nicole comenzó a trabajar con las Dolls para el nuevo disco que se editó en septiembre de 2008. En 2009 se esperaba que el álbum saliera a la venta, pero el hecho no ocurrió. En 2010, se confirmó que el álbum nunca saldría a la venta ya que Nicole estaba trabajando en otro álbum en solitario que tenía salida para el 2011, dicho álbum lleva el nombre de "Killer Love" y fue lanzado el 20 de marzo de 2011 en Reino Unido.

## Información del álbum
El álbum involucraba los productores Akon, Timbaland, Pharrell Williams, Sean Garrett, Polow da Don, Kanye West, Macy Gray y will.i.am entre otros.
En un comienzo se especuló que "Steam", canción producida por Bryan-Michael Cox, sería el primer sencillo, mas Scherzinger anunció que ésta no será incluida en el álbum.
El primer sencillo del álbum, "Whatever U Like", fue lanzado el 28 de julio de 2007  y el 6 de agosto de 2007 El segundo sencillo "Baby Love" fue sacado el 26 de septiembre en TRL. Más tarde, se lanzó "Supervillain" como tercer sencillo. Como cuarto sencillo del disco Nicole lanzó "Puakenikeni".
Cabe aclarar que el álbum no fue exitoso. Muchos críticos de la música declararon a Her Name Is Nicole como el fracaso del 2007, a pesar de que el segundo sencillo "Baby Love" tuvo buenas ventas en Europa. Los fanes de Nicole declaran al álbum como "un álbum fantasma jamás sacado a la venta; sin embargo, el álbum suena increíble".

## Lista de canciones
- Edición estándar

| CD  |                                        |          |  |
| N.º | Título                                 | Duración |  |
| 1.  | «Supervillain»                         | 04:04    |  |
| 2.  | «Who’s Gonna Love You»                 | 04:00    |  |
| 3.  | «I'll Be Your Love»                    | 05:42    |  |
| 4.  | «Puakenikeni»                          | 04:01    |  |
| 5.  | «Happily Never After» (Con Ne-Yo)      | 04:50    |  |
| 6.  | «Baby Love» (Con will.i.am)            | 04:42    |  |
| 7.  | «Save Me From Myself»                  | 03:55    |  |
| 8.  | «Physical» (Con Timbaland)             | 03:48    |  |
| 9.  | «Breakfast In Bed»                     | 03:19    |  |
| 10. | «Everything I Own»                     | 02:57    |  |
| 11. | «Magic»                                | 03:38    |  |
| 12. | «Whatever U Like» (Con T.I.)           | 03:10    |  |
| 13. | «I M.I.S.S. U» (Con Pharrell Williams) | 04:10    |  |
| 14. | «Steam» (Con Eva Trill)                | 04:03    |  |
| 15. | «Touch»                                | 02:55    |  |
| 16. | «Feels So Good»                        | 03:23    |  |

- Bonus tracks

| CD  |                                                |          |  |
| N.º | Título                                         | Duración |  |
| 17. | «I'm A Cheat»                                  | 03:45    |  |
| 18. | «Come To Me» (Con P. Diddy)                    | 04:02    |  |
| 19. | «Do What You Want To Me?» (Con Britney Spears) | 03:14    |  |
| 20. | «Lie About Us» (Con Avant)                     | 04:08    |  |
| 21. | «Scream» (Con Keri Hilson & Timbaland)         | 04:02    |  |
| 22. | «By My Side» (Con Akon)                        | 03:14    |  |
| 23. | «Missing You» (Con Alex Gaudino)               | 03:46    |  |
| 24. | «Winning Women» (Con Rihanna)                  | 04:18    |  |
| 25. | «Heartbeat» (Con Pharrell Williams & Madonna)  | 04:02    |  |